# 밀착
밀착(enmeshment)은 아르헨티나 가족치료사 살바도르 미누친(Salvador Minuchin, 1921-2017)이 고안한 심리학 및 가족심리치료 용어로, 가족 구성원 간의 개인 바운더리(personal boundaries)가 붕괴되고 하위체계들(subsystems)이 구분되어 있지 않으며 다른 구성원에 대한 지나친 관심(over-concern)으로 개인의 자율성 발달 상실(loss of autonomous development)이 발생한 가족 상태를 말한다. 부모의 욕구에 밀착되고 모순된 역할 기능(role function)의 덫에 걸리면서, 자녀는 자기지시(self-direction) 능력을 상실하게 되고 자기만의 특수성(distinctiveness)이 심리적 근친상간(psychic incest)의 압박에 눌리며, 가족의 압박이 커지면 '지목된 환자' 혹은 '확인된 환자(identified patient, IP)'가 되거나 '가족희생양(family scapegoat)'이 된다.
존 브래드쇼(John Bradshaw)가 사용한 밀착 개념은, 가족 내 세대간 유대(cross-generation bonding)로서, 자녀가 아버지나 어머니의 대리배우자(surrogate spouse)가 되는 것을 말한다.
또한 공의존관계(codependent relationship)에 압도되어 건전치 못한 공생(unhealthy symbiosis)이 존재하게 되는 것을 말하기도 한다.
심각하게 밀착된 아동은 어른의 감정만을 알게 되며, 자신의 감정은 무시되거나 침식당하는 투사적 동일시(projective identification)를 당하게 된다.

## 원인
밀착의 원인에 대해서 살펴보면, 부모가 의도없이 무의식적으로 자녀가 분리되는 것을 방해함을 알 수 있다. 자녀가 질병이 있거나 정신적 트라우마를 입거나 학교에서 문제가 생긴 경우, 부모는 자녀를 지키려고 한다. 자녀가 성장하면서, 부모는 자녀가 다시 약해질 것을 걱정하면서도 자녀를 억압하던 보호자 역할을 버리려고 노력한다. 부모가 자신의 부모들로부터 이러한 행동을 본받아서 하는 경우도 있다. 공포로부터 유래된 이러한 행동은 몇 세대를 뛰어넘어서 전염된다. 불안의 근원은 다음과 같다.
- 자녀가 성장하여 자기를 떠나가거나 버리고 갈 것이라는 것에 대한 혼자 남는 두려움
- 아이에게 한물 간 사람이 되어 쓸모 없거나 무가치하게 되는 것이 두려움, 이는 낮은 자부심에서 비롯함
- 독립적이고 자율적인 사람이 되는 것이 두려워 자녀를 자신에게 의존하게 함
- 양육자 혹은 부모로서의 역할이 소멸할 것에 대한 두려움, 또한 이로 인하여 느끼게 될 자신의 정체성이 소멸할 것에 대한 두려움 혹은 공허감에 대한 두려움
- 자녀양육이라는 삶의 목적이 사라지면서 느끼는 무목적성의 두려움

## 진단기준
- 자율적으로 행동하거나 자기만의 일을 하거나 독특한 선택을 하는 것이 배신행동으로 여겨진다.
- 가족구성원 전체가 서로의 삶에 과도하게 간섭하고 사생활이란 것이 거의 없다.
- 가족구성원 중 누군가에게 '아니오'라고 말하는 것이 부끄럽거나 거절당하는 것처럼 느껴진다.
- 부모 중 어느 한 쪽 혹은 둘 다 자녀를 통제하려 하거나 자녀에게 엄격하다.
- 자녀는 부모가 원하는 사람이 되려고 할 뿐 진정한 자아가 되려는 것이 허락되지 않는다.
- 가족이 각자의 의견을 내어 결정하는 것이 아니라 하나의 주체로서 단일한 결정을 내린다.
- 가족구성원 중 누군가 한 명이 불안•분노•우울을 느끼면, 모두 같이 느낀다.
- 아버지나 어머니를 돌봐야 하거나, 아버지나 어머니의 부모역할을 해야 한다고 느끼는 부모화(parentification) 현상을 경험한다.
- 자신의 실패나 성공이 가족의 가치감과 직결된다.
- 평등과 존경이 아니라 힘과 복종이라는 기반 위에 가족이 존재하고 있다.

## 정서적 문제
부모로부터 독립되지 않아서 명확한 자아감과 정체성이 형성되지 않은 경우, 다음과 같은 정서상의 문제가 보인다.
- 공의존(Codependency)
- 사회불안(Social anxiety)
- 독이되는/학대적 관계(Toxic/abusive relationships)
- 우울(Depression)
- 공허감(Emptiness)
- 애정결핍(Neediness)
- 애정이 결여된/건전치 못한 친구관계(Attracting needy/unhealthy friendships)
- 과도한 감정이입(Empathic overload)
- 낮은 자아존중감(Low self-worth)

## 징후
밀착은 내면 깊게 자리하지만 성인이 되면서 잊어버리게 된다. 건강한 가족 역동(family dynamics)에서 자라지 못한 사람에게, 밀착은 개인의 정체성을 '우리'로 보게 만듦으로써 자신만의 자아를 성장시키기 어렵게 한다. 밀착된 가족에서 자란 자녀는 성인이 된 이후 대인관계에서 다음과 같은 문제들에 직면하게 된다.
- 주변 사람들을 구해야 한다고 느낀다.
- 동시에 누군가가 자신을 구해주길 바란다.
- 타인의 감정, 습관, 선택에 대한 책임을 진다.
- 자신의 감정과 타인의 감정을 구분하지 못한다.
- 자신이나 친한 사람에게 개인적인 공간을 주려 한다.
- 파트너가 자신에 대한 계약을 이행 완료한 후 사라지면 자신은 아무것도 아닐 것이라고 느낀다.
- 타인의 삶에 쉽게 휘말리게 된다.
- 친한 사람이 혼자 따로 일을 하길 바라면 배신감을 느낀다.
- 타인에게 얼마나 쓸모있는지를 자신의 가치 기준으로 삼는다.
- 집착을 돌봄으로 착각한다.
- 자기 자신이 누군지 모른다. 자아감이 약하다.
- 타인과 함께 있으면 자기 정체성을 잃는다.
- 가족, 친구, 연인, 배우자 외에 다른 관심사나 취미가 없다.
- 내가 아닌 타인이 내 감정을 책임지게 한다.
- 정서적 신체적 바운더리가 결여되어 있다.[13]
- 자신에게 가장 좋은 게 무엇인지 혹은 무엇을 원하는지 모른다. 항상 타인을 기쁘게 하거나 돌보는 것을 우선으로 한다.
- 타인의 행복과 복지에 책임을 져야 한다고 생각한다.
- 대화를 하지 않거나 휴가를 같이 보내지 않는 등 부모와의 접촉을 피할 때, 취업을 위해 멀리 이사가야 할 때, 죄지은 느낌이거나 수치스러워 한다.
- 부모의 자존심이 자녀의 성공과 성취를 방해하는 것같다.
- 부모가 자녀의 삶을 다 알려고 한다.
- 부모의 삶이 자녀의 삶의 중심에 있다.
- 부모가 자녀의 꿈을 지지하지 못하고 자녀에게 해야 할 일만을 부과한다.
- 가족구성원간에 개인적 경험과 느낌을 과도하게 공유함으로써, 비현실적인 기대, 건강치 못한 의존, 역할 혼란을 형성한다.
- 부모가 아이를 친구로 생각하고 정서적 지지를 받기 위해 아이에게 의지하며, 적절치 못한 개인 정보를 공유한다.
- 자녀는 부모의 기대를 충족해야 한다고 생각하거나, 부모가 원치 않기에 자신의 목표를 버릴 수도 있다.
- 갈등을 피하려 하며 '아니오'라고 할 줄 모른다.
- 자신이 누군지에 대한 감각이 약하다.
- 타인의 감정을 흡수하여 타인의 문제를 고쳐야 한다고 생각한다.

## 치료
구성원간 바운더리를 명확히 하고, 세대를 각자의 분리된 칸(separated compartments)으로 분리시키며, 개입(involvement)과 분리(separation) 사이의 균형을 찾는 것이 치료의 기본원칙이다. 동시에 치료자는 본인이 가족 하위체계에 밀착되는 것, 즉 '도와주는 치료사/애정결핍의 내담자' 형태의 무의식적 밀착을 주의해야 한다.
다음은 간단한 몇가지 실천방법이다.
1. 자기만의 관심사를 찾아라.
2. 바운더리를 설정하고 '아니오'라고 말하라.
3. 혼자 있는 연습을 한다.
4. 관련 서적을 읽고 성격진단검사를 받는다.
5. 자기애 방법을 익힌다.

## 같이 보기
- 개인 바운더리
- 공의존
- 부모화
- 분리 (심리학)
- 분리불안장애
- 유기공포(fear of abandonment)
- 조장/인에이블링(enabling)
- 착한아이 콤플렉스
- 친밀감에 대한 공포(fear of intimacy)